# خدمات إعادة الإمداد التجارية

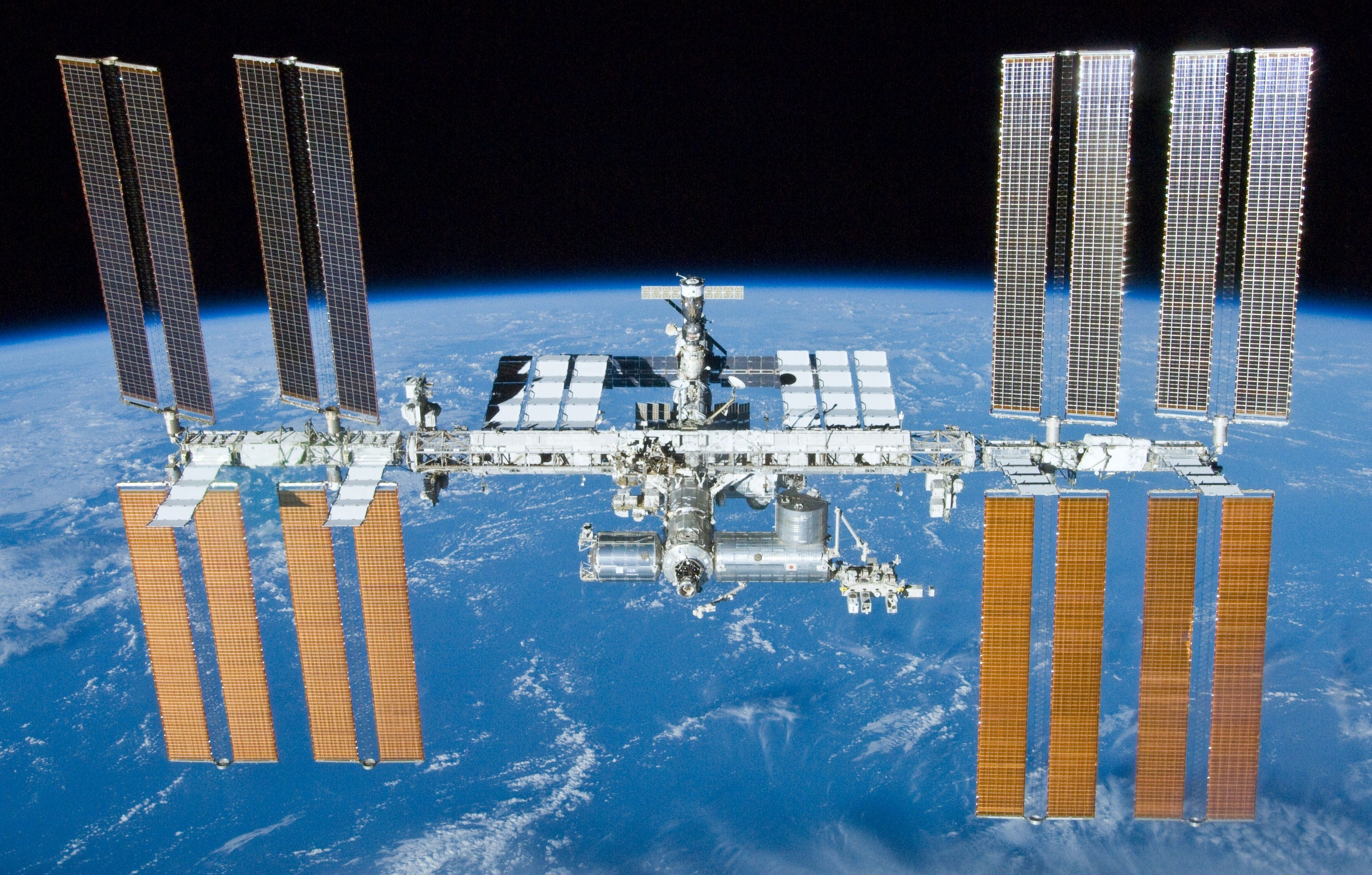
محطة الفضاء الدولية.

خدمات إعادة الإمداد التجارية (بالإنجليزية: Commercial Resupply Services)‏، وتُختصر إلى (CRS)، وهي سلسلة من الرحلات الفضائية لصالح وكالة ناسا بهدف توصيل البضائع والإمدادات إلى محطة الفضاء الدولية (ISS) على متن مركبة فضائية تجارية. وُقعت العقود الأولى لهذا البرنامج في عام 2008 بواقع 1.6 مليار دولار أمريكي لشركة سبيس إكس نظير 12 رحلةً لنقل البضائع على متن مركبة دراغون الفضائية، و1.9 مليار دولار لشركة  أوربيتال ساينسيز(note 1) نظير ثماني رحلات لمركبة سيغنوس الفضائية، لتغطي بذلك توصيل البضائع إلى المحطة حتى عام 2016. طُور الصاروخان؛ فالكون 9 وأنتاريز، في ظل برنامج خدمات إعادة الإمداد التجارية بهدف إطلاق مركبات البضائع التجارية إلى محطة الفضاء الدولية.
ترجمة الملاحظة الأولى (note 1): مُنحت شركة  أوربيتال ساينسيز عقد برنامج سي أر إس في عام 2008. وفي عام 2015، أصبخت الشركة باسم أوربيتال إيه تي كيه بعد عملية اندماج بالشركة. مُنحت شركة أوربيتال إيه تي كيه عقد سي أر إس 2 في عام 2016. وفي عام 2018، استحوذت شركة نورثروب غرومان على أوربيتال إيه تي كيه.
أُطلقت أول رحلة تشغيلية بالبرنامج لشركة سبيس إكس في عام 2012، وهي سبيس إكس سي أر إس 1، ولشركة أوربيتال ساينسيز في عام 2014، وهي سيغنوس سي أر إس أورب 1.
طُلب منح مرحلة ثانية من العقود (عُرفت باسم سي أر إس 2) في عام 2014. وفي عام 2015، مدت ناسا برنامج سي أر إس 1 حتى 20 رحلةً لصالح سبيس إكس وعشر رحلات لصالح أوربيتال إيه تي كيه. مُنحت عقود سي أر إس 2 في يناير 2016 إلى مركبة سيغنوس لشركة أوربيتال إيه تي كيه، ومركبة الحلم الفضائية لشركة سييرا نيفادا كوربوريشن، ومركبة دراغون 2 لشركة سبيس إكس، وذلك لتنفيذ رحلات نقل البضائع بدءًا من عام 2019، ومن المتوقع أن يستمر البرنامج حتى عام 2024.

## منح عقود المرحلة الأولى والرحلات البيانية
وُجهت ناسا بالسعي وراء الخيارات التجارية للرحلات الفضائية منذ عام 1984 على الأقل، مع قانون الإطلاق الفضائي التجاري لعام 1984 وقانون شراء خدمات الإطلاق لعام 1990. وبحلول العقد 2000، حصلت ناسا على موافقة تمويل برنامج خدمات النقل المداري التجارية، ثم برنامج تطوير الطاقم التجاري.
في يوم 23 ديسمبر 2008، أعلنت وكالة ناسا عن منحها المبدئي لعقود نقل البضائع، بواقع 12 رحلة لشركة سبيس إكس وثماني رحلات لشركة أوربيتال ساينسيز. قدمت شركة بلانيت سبيس، والتي لم يقع الاختيار عليها ضمن البرنامج، احتجاجًا إلى مكتب محاسبة الحكومة. وفي يوم 22 أبريل 2009، أعلن المكتب عن قراره برفض هذا الاحتجاج، ليسمح ذلك باستمرار البرنامج.
طُورت مركبتا الإطلاق؛ أنتاريز وفالكون 9، بالأضافة إلى مركبتي البضائع الفضائيتين؛ سيغنوس ودراغون من خلال اتفاقيات قانون الفضاء في ظل برنامج خدمات النقل المداري التجارية (COTS) التابع لوكالة ناسا.
كانت أول رحلة بالبرنامج لصالح وكالة ناسا، رحلة كوتس 1 البيانية لشركة سبيس إكس، والتي أُطلقت يوم 8 ديسمبر 2010، لبيان قدرة كبسولة دراغون على البقاء في المدار مع استقبال الأوامر الأرضية والاستجابة لها، والتواصل مع نظام التتبع وترحيل البيانات عبر الأقمار الاصطناعية. في يوم 15 أغسطس 2011، أعلنت شركة سبيس إكس أن وكالة ناسا قد دمجت بين أهداف رحلة كوتس 2 البيانية والرحلة الثالثة التالية لها لتصبحا مهمةً واحدةً. وأُطلقت رحلة كوتس 2 البيانية المعدلة في يوم 22 مايو 2012 بنجاح، حاملةً البضائع إلى محطة الفضاء الدولية. ودخلت المركبة الغلاف الجوي عائدةً في يوم 31 مايو، وهبطت بالمحيط الهادي، ثم استعادتها الشركة، وأكملت المركبة بهذه المهمة متطلبات اعتمادها في برنامج سي أر إس.

أطلفت شركة أوربيتال ساينسيز الصاروخ أنتاريز لأول مرة من ميناء منتصف الأطلسي الفضائي الإقليمي في يوم 21 أبريل 2013 حاملًا كتلة اختبارية. أكملت أوربيتال ساينسيز رحلة سيغنوس أورب دي 1 البيانية يوم 29 سبتمبر 2013، وأُطلقت رحلة سيغنوس سي أر إس أورب 1 التشغيلية يوم 9 يناير 2014. 

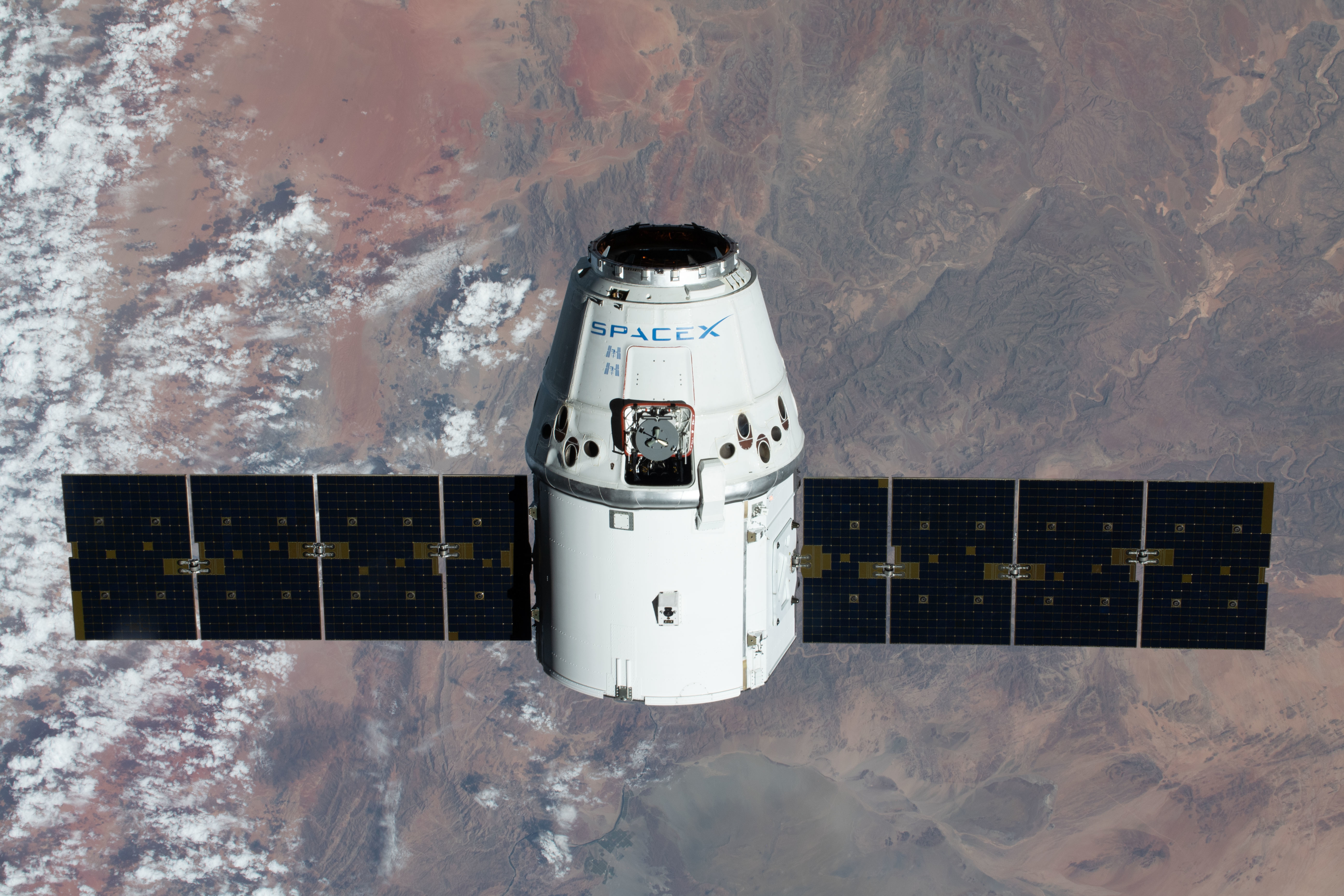
SpaceX CRS-20 mission. The SpaceX Dragon resupply ship is pictured approaching the International Space Station as both spacecraft were soaring 267 miles above the African nation of Namibia

## المرحلة الأولى من خدمات إعادة الإمداد التجارية
بدأت رحلات النقل ضمن المرحلة الأولى من خدمات إعادة الإمداد التجارية (سي أر إس 1) في عام 2012:

### رحلات مركبة البضائع دراغون
- سبيس إكس سي أر إس 1: 8 أكتوبر 2012[10]
- سبيس إكس سي أر إس 2: 1 مارس 2013
- سبيس إكس سي أر إس 3: 18 أبريل 2014
- سبيس إكس سي أر إس 4: 21 سبتمبر 2014. أُعيد استخدام الكبسولة بعد ذلك.
- سبيس إكس سي أر إس 5: 10 يناير 2015
- سبيس إكس سي أر إس 6: 14  أبريل 2015 في الساعة 20:10:41 حسب التوقيت العالمي المنسق.
- سبيس إكس سي أر إس  7: محاولة الإطلاق في يوم 28 يونيو 2015. فشل الإطلاق، وتحطم جهاز موائم الالتحام الدولي (IDA-1).
- سبيس إكس سي أر إس 8: 8 أبريل 2016
- سبيس إكس سي أر إس 9: 18 يوليو 2016
- سبيس إكس سي أر إس 10: 19 فبراير 2017
- سبيس إكس سي أر إس 11: أُعيد إطلاق الكبسولة سي أر إس 4 في يوم 3 يونيو 2017، وكانت هذه المهمة الرحلة رقم مئة التي تُطلق من مجمع الإطلاق 39 إيه. تضمنت الحمولة، ذات كتلة 2708 كيلوغرامات، مرصد مستكشف التركيب الداخلي للنجوم النيوترونية (NICER).
- سبيس إكس سي أر إس 12: 14 أغسطس 2017. وكان أول إطلاق للصاروخ فالكون 9 «النسخة 4» بحمولة محافظة على الضغط كتلتها 2349 كيلوغرامًا، وحمولة غير محافظة على الضغط كتلتها 961 كيلوغرامًا، وهي كاشف الأشعة الكونية (CREAM). وكانت أيضًا الرحلة الأخيرة التي تستخدم كبسولة دراغون جديدة فور بنائها.[11]
- سبيس إكس سي أر إس 13: 15 ديسمبر 2017
- سبيس إكس سي أر إس 14: 2 أبريل 2018
- سبيس إكس سي أر إس 15: 29 يونيو 2018
- سبيس إكس سي أر إس 16: 5 ديسمبر 2018
- سبيس إكس سي أر إس 17: 4 مايو 2019
- سبيس إكس سي أر إس 18: 25 يوليو 2019
- سبيس إكس سي أر إس 19: 5 ديسمبر 2019
- سبيس إكس سي أر إس 20: 7 مارس 2020

### رحلات سيغنوس بالمرحلة الأولى
- سيغنوس سي أر إس أورب 1(note 2): 9 يناير 2014
- سيغنوس سي أر إس أورب 2: 13 يوليو 2014
- سيغنوس سي أر إس أورب 3: 28 أكتوبر 2014، فشل الإطلاق، وفُقدت حزم الطعام والرعاية للطاقم، وقطع الغيار، والأجهزة العلمية، والقمر أركيد 3 الاصطناعي (غير البصري) التابع لشركة بلانيتاري ريسورسز.

وعقب هذا الحادث، جُددت منظومة الصاروخ أنتاريز 230 بمحركات المرحلة الأولى الجديدة من طراز أر دي 181 لتحسين أداء الصاروخ على نقل الحمولات وزيادة اعتماديته. أطلقت الرحلتان التاليتان على متن الصاروخ أطلس 5، مع الاتجاه إلى استخدام مركبات إطلاق أكثر قوةً واستخدام مركبة سيغنوس المُحسنة، ما مكن أوربيتال إيه تي كيه من تغطية التزامات عقدها المبدئي بنقل البضائع حتى مهمة أو إيه 7.
- سيغنوس سي أر إس أو إيه 4(note 3): 6 ديسمبر 2015، أول إطلاق لمركبة سيغنوس المُحسنة على متن الصاروخ أطلس 5
- سيغنوس سي أر إس أو إيه 5: 23 مارس 2016 على متن الصاروخ أطلس 5
- سيغنوس سي أر إس أو إيه 6: 17 أكتوبر 2016 على متن الصاروخ أنتاريز 230
- سيغنوس سي أر إس أو إيه 7: 18 أبريل 2017 على متن الصاروخ أطلس 5

خلال شهر أغسطس 2015، كشفت شركة أوربيتال إيه تي كيه أنها قد استلمت تمديدًا لبرنامج إعادة الإمداد بواقع ثلاث مهمات إضافية. مكنت هذه الرحلات وكالة ناسا من تغطية حاجتها لإعادة إمداد محطة الفضاء الدولية حتى موعد بداية المرحلة الثانية من البرنامج.
- سيغنوس سي أر إس أو إيه 8 إي: 12 نوفمبر 2017.
- سيغنوس سي أر إس أو إيه 9 إي: 21 مايو 2018.
- سيغنوس سي أر إس إن جي 10(note 4): 17 نوفمبر 2018.
- سيغنوس سي أر إس إن جي 11: 17 أبريل 2019.
- ترجمة الملاحظة الثانية (note 2): كانت المركبة سيغنوس في حيازة شركة أوربيتال ساينسيز التي أدارت المهمات من (سي أر إس أورب 1) حتى (سي أر إس أورب 3).
- ترجمة الملاحظة الثالثة: (note 3): أصبحت سيغنوس في حيازة شركة أوربيتال إيه تي كيه التي أدارت المهمات من (سي أر إس أو إيه 4) حتى (سي أر إس أو إيه 9 إي).
- ترجمة الملاحظة الرابعة (note 4): أصبحت المركبة سيغنوس في حيازة شركة نورثروب غرومان التي أدارت المهمات بدءًا من المهمة (إن جي 10).
- ترجمة تعليق الفيديو بالفقرة: المركبة دراغون تغادر محطة الفضاء الدولية
- ترجمة تعليق الصورة الأولى بالفقرة: المركبة دراغون سي أر إس 8 عند محطة الفضاء الدولية عام 2016
- ترجمة تعليق الصورة الثانية بالفقرة: المركبة سيغنوس بالحجم القياسي (الرحلات الثلاث الأولى)
- ترجمة تعليق الصورة الثالثة بالفقرة: المركبة سيغنوس بالحجم المُحسن (بقية الرحلات)